# Mill

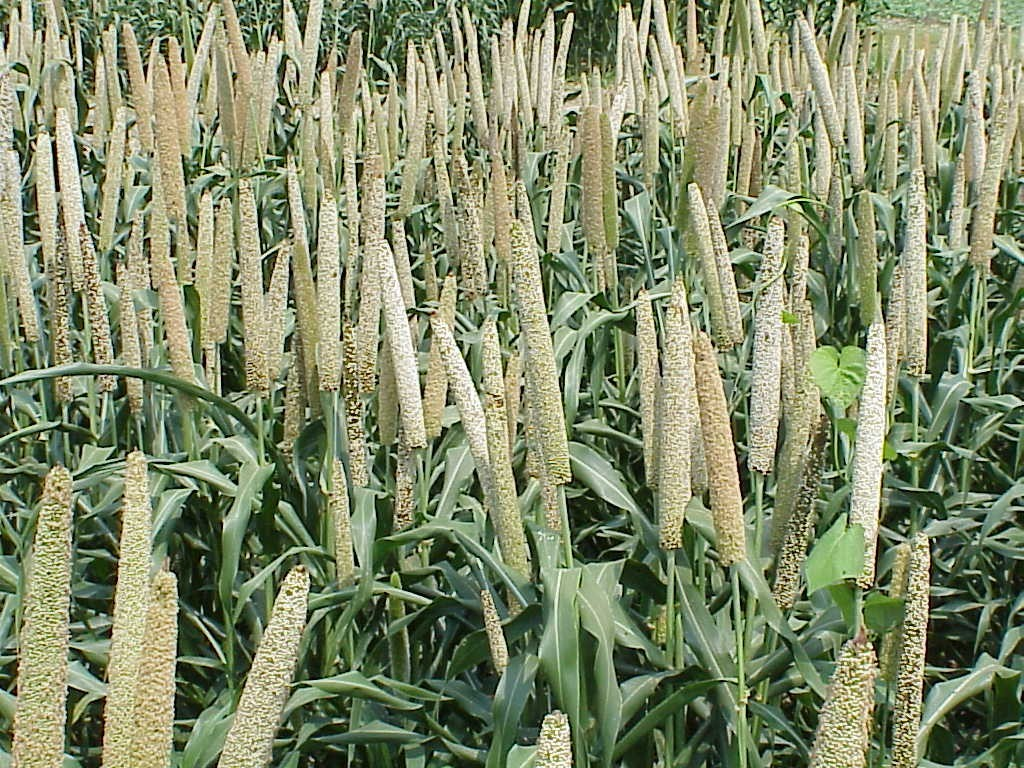
Camp de mill perlat

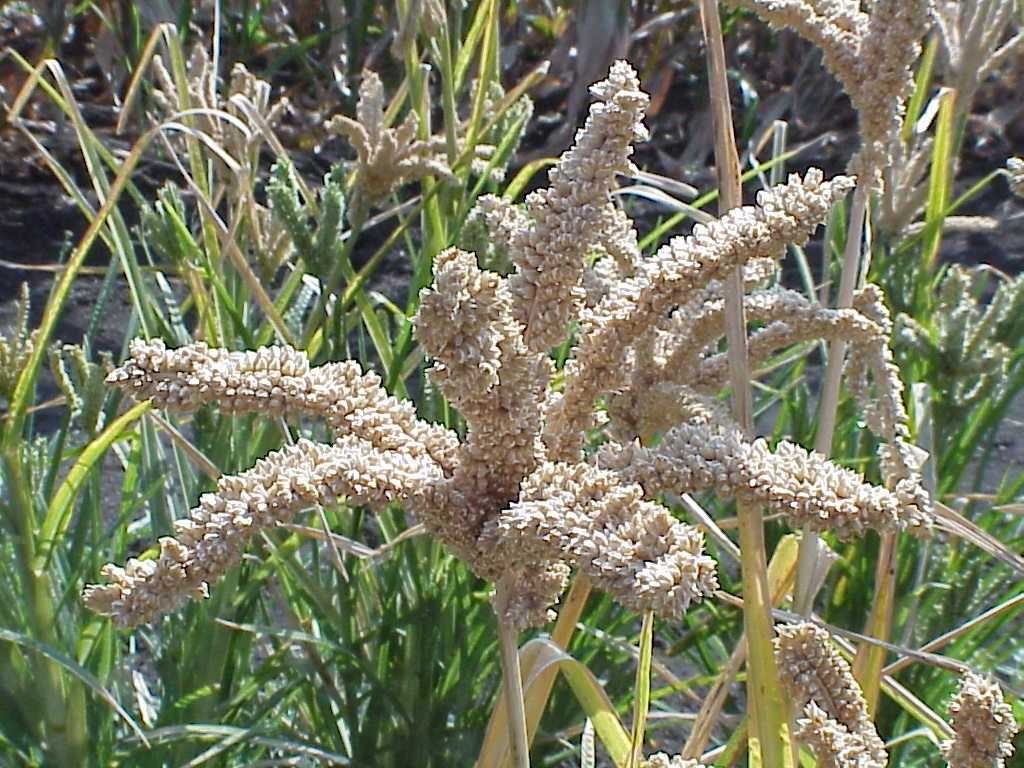
Camp de mill africà

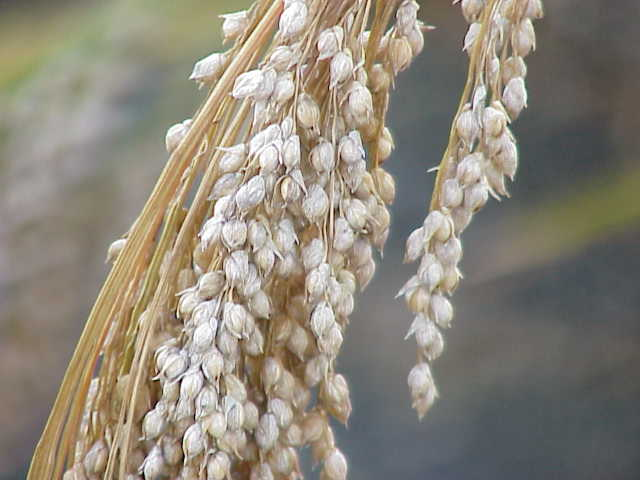
Mill comú madur

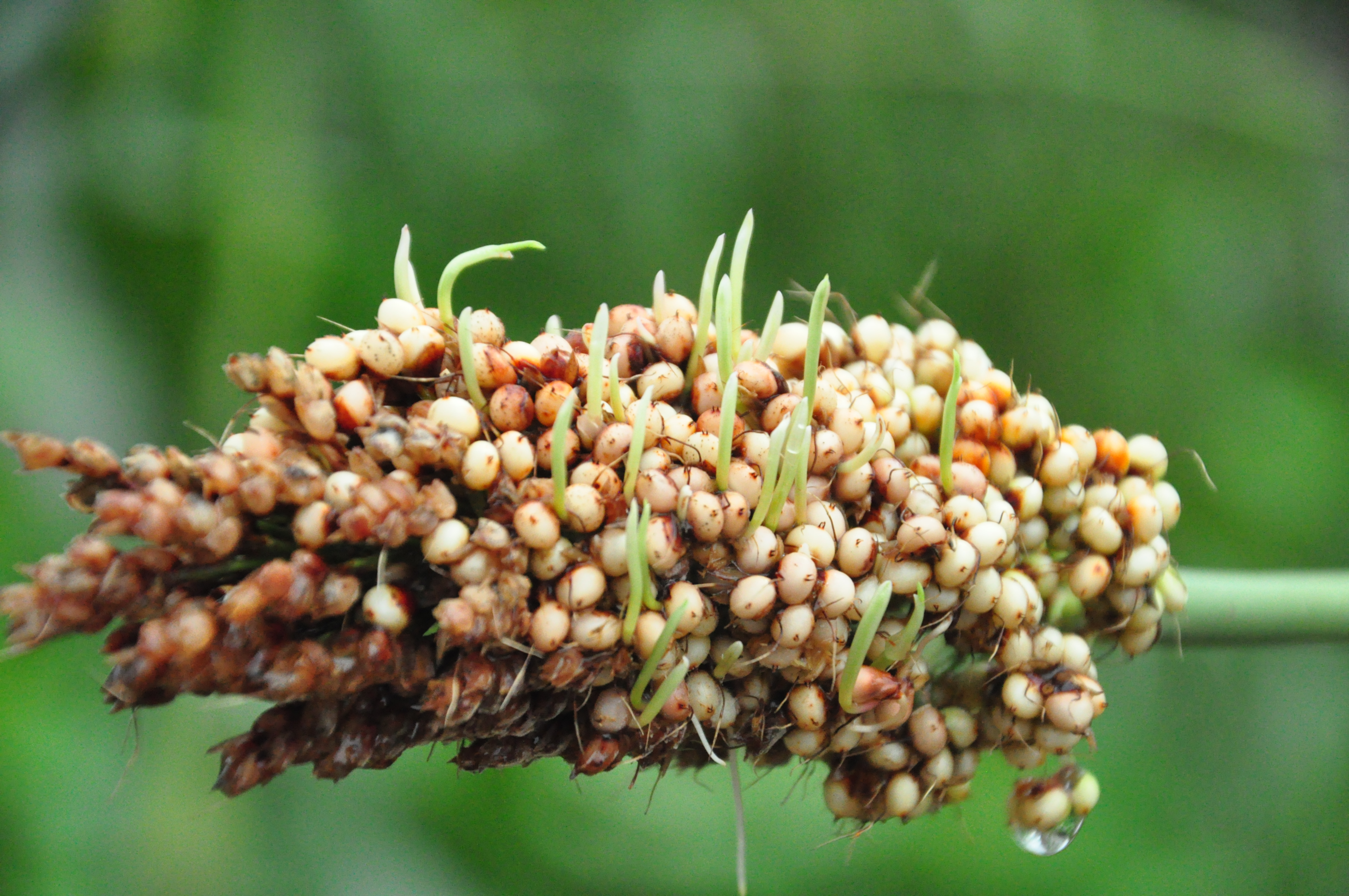
Brots germinats de plantes de mill

El mill és un grup de gramínies de llavor petita i variable, conreat en gran part del món per a farratge i aliment humà. Els mills poden haver estat consumits pels humans durant uns 7.000 anys i potencialment van tenir «un paper fonamental en l'ascens de l'agricultura i de les societats agrícoles».
Els mills són cultius importants als tròpics semiàrids d'Àsia i Àfrica (especialment a l'Índia, Mali, Nigèria i Níger), amb un 97% de la producció de mill als països en vies de desenvolupament. El cultiu es veu afavorit per la seva productivitat i la curta temporada de creixement en condicions de temperatura alta i sequedat.
Els mills són indígenes de moltes parts del món. El mill més cultivat és mill perlat, que és un cultiu important a l’Índia i parts d’Àfrica. El mill africà, el mill comú i el mill italià també són espècies de cultiu importants.

## Descripció
En general, els mills són cereals de gra petit, anuals i de clima càlid, pertanyents a la família de les gramínies. Són molt tolerants a la sequera i a altres condicions meteorològiques extremes i tenen un contingut de nutrients similar a la dels altres grans cereals.

## Espècies de mill

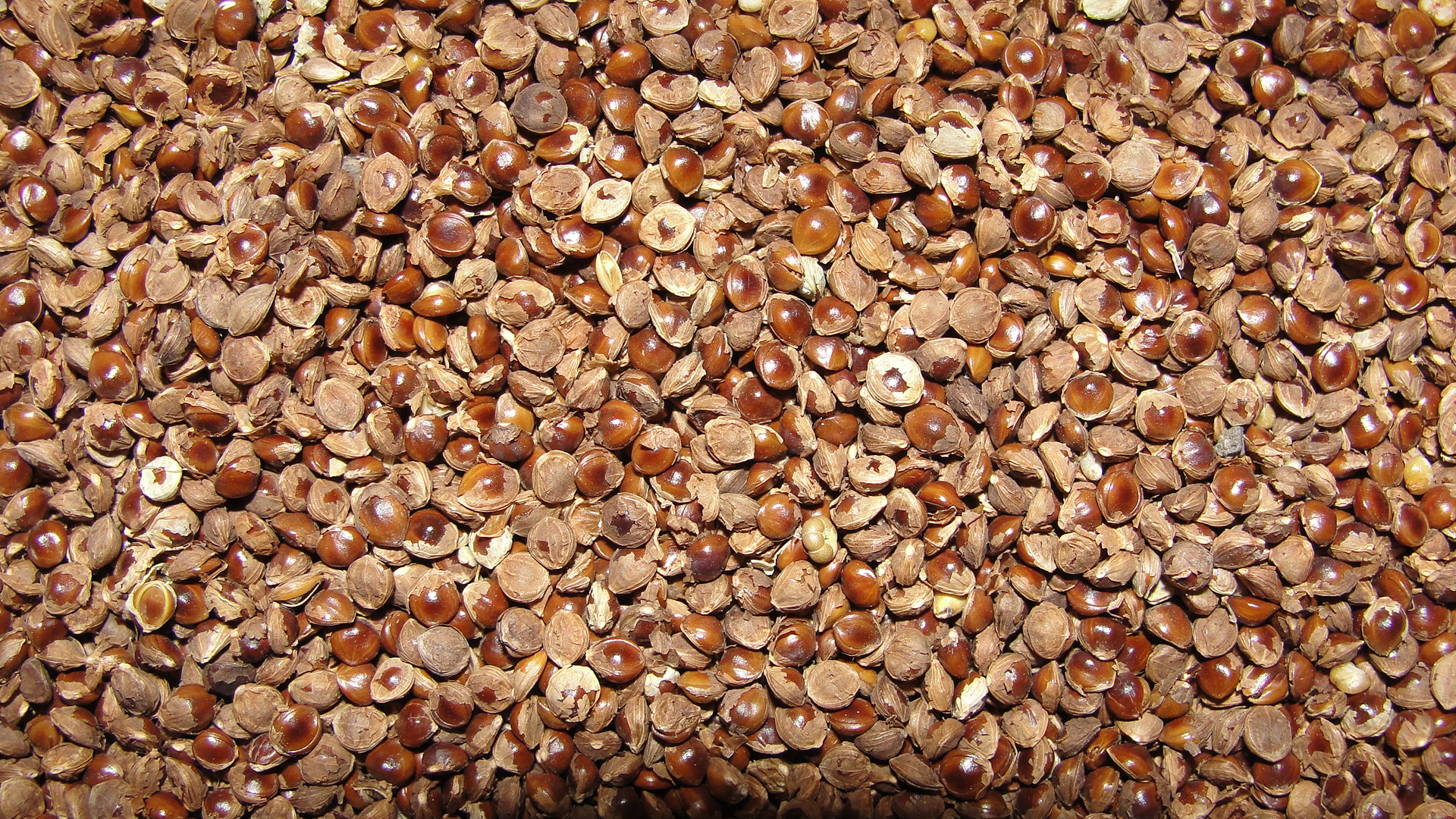
Mill kodo

Les diferents espècies de mills no estan necessàriament estretament relacionades. Totes pertanyen a la família de les poàcies (gramínies), però poden pertànyer a diferents tribus o fins i tot a subfamílies. Els mills que més es conreen estan marcats amb un asterisc (*).
Tribu Eragrostideae de la subfamília cloridòidies:
- * Eleusine coracana: anomenat mill (també conegut com a ragi en hindi, kannada) i telugu, తెలుగు, రాగులు
- Eragrostis tef: sovint no es considera un mill[4]

Tribu Paniceae de la subfamília Panicoideae:
- Gènere Panicum:
  - * Panicum miliaceum: mill proso (mill comú, mill de ginesta, mill de porc o mill blanc)
  - * Panicum sumatrense: mill petit
- * Pennisetum glaucum: mill perlat
- * Setaria italica: mill italià, mill de cua de guineu, mill italià, pànic
- Gènere Digitaria: de menor importància com a conreus[4]

- - Digitaria exilis: conegut com foni blanc, mill foni i arròs famós o arròs acha
  - Digitaria iburua: fonio negre
  - Digitaria compacta: Raishan, conreada als turons de Khasi, al nord-est de l’Índia
  - Digitaria sanguinalis: mill polonès
- Gènere Echinochloa: col·lectivament, els membres d’aquest gènere s’anomenen herbes de corral o mills de corral; altres noms comuns per identificar aquestes llavors són les de Jhangora, Samo o Morio / Mario / Moraiaya
  - Echinochloa esculenta: mill japonès de corral
  - Echinochloa frumentacea: mill indi de corral
  - Echinochloa oryzoides
  - Echinochloa stagnina: mill Burgu
  - Echinochloa crus-galli: Herba de corral comuna o herba de Cockspur
- Paspalum scrobiculatum: mill Kodo
- Brachiaria deflexa: mill de Guinea
- Urochloa ramosa: mill marró (també conegut com Korle a Karnataka)[7]

També hi ha una Tribu andropogoneae a la subfamília Panicoideae:
- * Sorgo bicolor: Sorgo; generalment considerat com un cereal diferent, però de vegades conegut com a gran mill
- Coix lacryma-jobi: Llàgrimes de Job, també conegut com a mill adlay[4]

## Història
Les diverses espècies anomenades mill es van domesticar inicialment a diferents parts del món, sobretot l'Àsia Oriental, el sud d'Àsia, l'Àfrica Occidental i l'Àfrica Oriental. Tanmateix, les varietats domesticades sovint s'han estès molt més enllà de la seva superfície inicial. 
Els arqueòlegs especialitzats anomenats paleoetnobotànics, basant-se en dades com l'abundància relativa de grans carbonitzats que es troben en jaciments arqueològics, han plantejat la hipòtesi que el conreu de mills era de major prevalença a la prehistòria que l'arròs, especialment al nord de la Xina i Corea. Els mills també van formar parts importants de la dieta prehistòrica a les societats índies neolítiques xineses i coreanes Mumun. 

### Domesticació a l'Àsia Oriental
Els paleoetnobotànics han trobat evidències del cultiu del mill a la península de Corea des del període de la ceràmica Chulmun mitjà (al voltant del 3500-2000 aC). El mill va continuar essent un element important en l'agricultura intensiva i multicultiva del període de la ceràmica Mumun (aproximadament 1500-300 aC) a Corea. Els mills i els seus avantpassats salvatges, com la panissola i el panicum, també es van cultivar al Japó durant el període Jōmon un temps després del 4000 aC.
Els mites xinesos atribueixen la domesticació del mill a Shennong, un llegendari emperador de la Xina, i a Hou Ji, el nom del qual significa «Senyor Mill».

### Domesticació al subcontinent indi
Es creu que el mill (Panicum sumatrense) va ser domesticat fa 5.000 anys al subcontinent de l'Índia i el mill Kodo (Paspalum scrobiculatum) fa 3700 anys, també al subcontinent de l'Índia. S'han esmentat diversos mills en alguns dels textos del Yajurveda, que identificaven el mill italià (priyaṅgu), el panissola (aṇu) i el mill africà negre (śyāmāka), indicant que el cultiu de mill s'estava produint cap al 1200 aC a l'Índia. :505

### Domesticació a l’Àfrica Occidental
El mill perlat (Pennisetum glaucum) es va domesticar definitivament a l'Àfrica fa 3500 anys, tot i que es creu probable que fos fa 8000 anys. Les primeres proves inclouen troballes a Birimi, a l'Àfrica Occidental, amb les primeres a Dhar Tichitt, a Mauritània.
El mill perlat es va domesticar a la regió del Sahel, a l’Àfrica Occidental, on es troben els seus avantpassats salvatges. Les proves del cultiu del mill de perles a Mali es remunten al 2500 aC, i el mill de perles es troba al subcontinent indi el 2300 aC.

### Domesticació a l'Àfrica Oriental
El mill africà és originari de les terres altes de l'Àfrica oriental i es va domesticar abans del tercer mil·lenni aC. El seu cultiu s'havia estès al sud de l'Índia cap al 1800 aC.

### Difusió
El cultiu del mill comú va ser el primer cultiu sec de l'Àsia Oriental per la seva resistència a la sequera i s'ha suggerit que això va ajudar a la seva propagació. Les varietats asiàtiques de mill es van dirigir des de la Xina a la regió d'Europa del Mar Negre cap al 5000 aC.
El mill creixia de forma salvatge a Grècia des del 3000 aC, i s'han trobat contenidors d'emmagatzematge a granel per al mill des de l'Edat del bronze final a Macedònia i al nord de Grècia. Hesíode escriu que «les barbes creixen al voltant del mill, que els homes sembren a l'estiu». I el mill és llistat juntament amb el blat al segle iii aC per Teofrast en la seva Investigació sobre les plantes.

## Cultiu
El mill perlat és un dels dos principals cultius de les regions agrícoles semiàrides, empobrides i menys fèrtils d’Àfrica i el sud-est asiàtic. Els mills no només s'adapten a sòls pobres, secs i infèrtils, sinó que també són més fiables en aquestes condicions que la majoria dels altres cultius de cereals. Això, en part, ha popularitzat la producció de mill, sobretot als països que envolten el Sàhara a l’Àfrica Occidental. 
Els mills, però, responen a una elevada fertilitat i humitat. Per hectàrea, la producció de gra de mill pot ser de 2 a 4 vegades superior amb l'ús de regs i suplements de sòl. Les races millorades de mill amb una major resistència a les malalties poden augmentar significativament el rendiment de la granja. Hi ha hagut cooperació entre els països pobres per millorar els rendiments del mill. Per exemple, Okashana 1, una varietat desenvolupada a l'Índia a partir d'una varietat de mill de cultiu natural a Burkina Faso, va duplicar els rendiments. Aquesta raça va ser seleccionada per a proves a Zimbàbue. D'allà es va portar a Namíbia, on va ser alliberat el 1990 i adoptat amb entusiasme pels agricultors. Okashana 1 es va convertir en la varietat més popular de Namíbia, l'únic país no sahelià on el mill perlat —conegut localment com a mahangu— és el principal aliment bàsic. Okashana 1 es va introduir al Txad. La raça ha augmentat significativament els rendiments a Mauritània i Benín.

## Producció
| Producció de mill - 2016            | Producció de mill - 2016     |
| País                                | Producció (milions de tones) |
| ----------------------------------- | ---------------------------- |
| Índia                               | 10.3                         |
| Níger                               | 3.9                          |
| R.P. de la Xina                     | 2.0                          |
| Mali                                | 1.8                          |
| Nigèria                             | 1.5                          |
| Burkina Faso                        | 1.1                          |
| Mundial                             | 28.4                         |
| Font: FAOSTAT de les Nacions Unides |                              |

El 2016, la producció mundial de mill va ser de 28,4 milions de tones, liderada per l'Índia amb un 36% del total mundial. El Níger també va tenir una producció important.

### Begudes alcohòliques

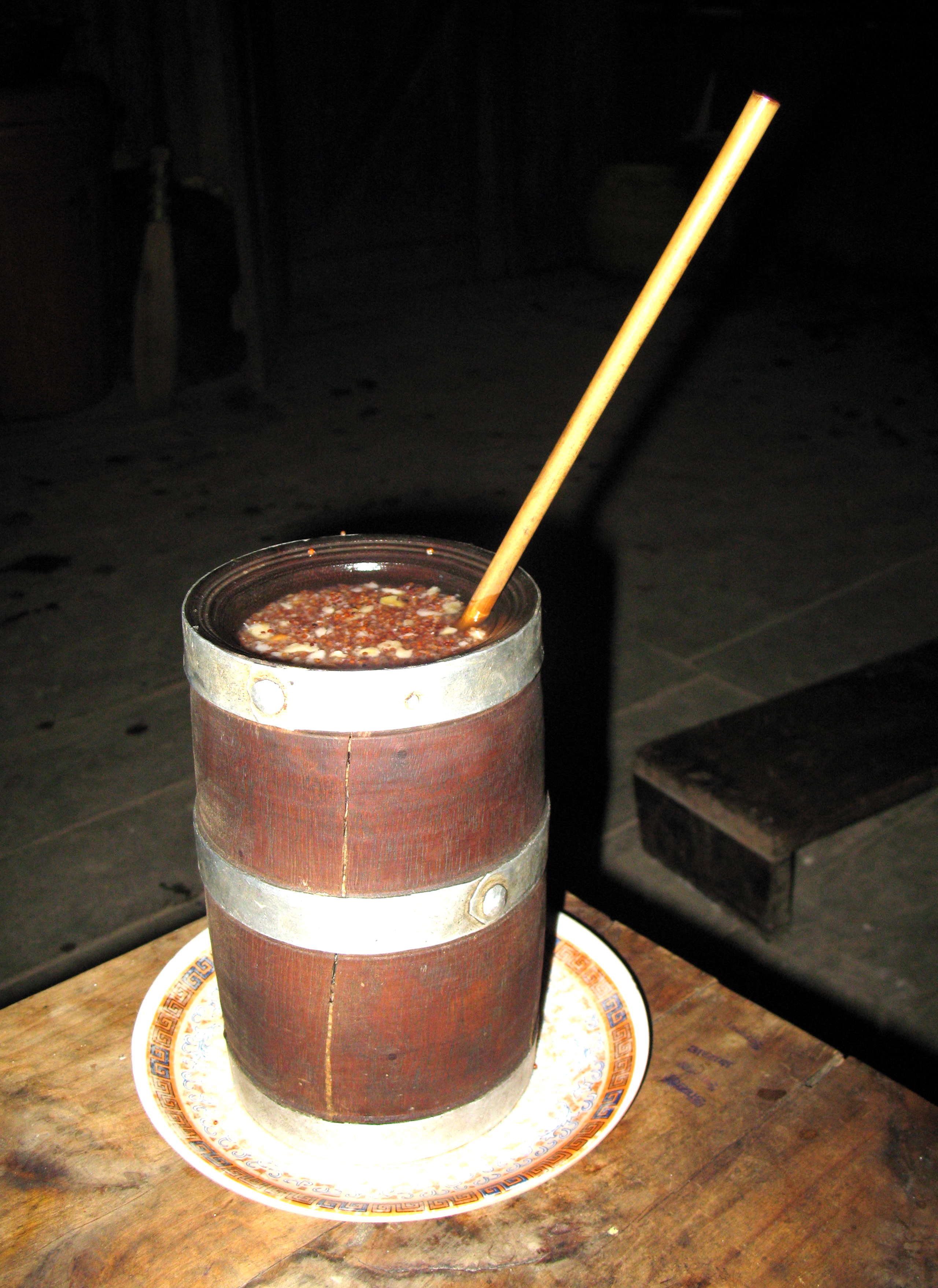
Tongba, una cervesa alcohòlica a base de mill que es troba a la regió muntanyosa de l'extrem oriental del Nepal i Sikkim, Índia

A l'Índia i al Nepal es produeixen diverses begudes alcohòliques a partir del mill, com ara el tongba. El mill també és l'ingredient base del rakshi de licor destil·lat.

### Com a font d’aliment

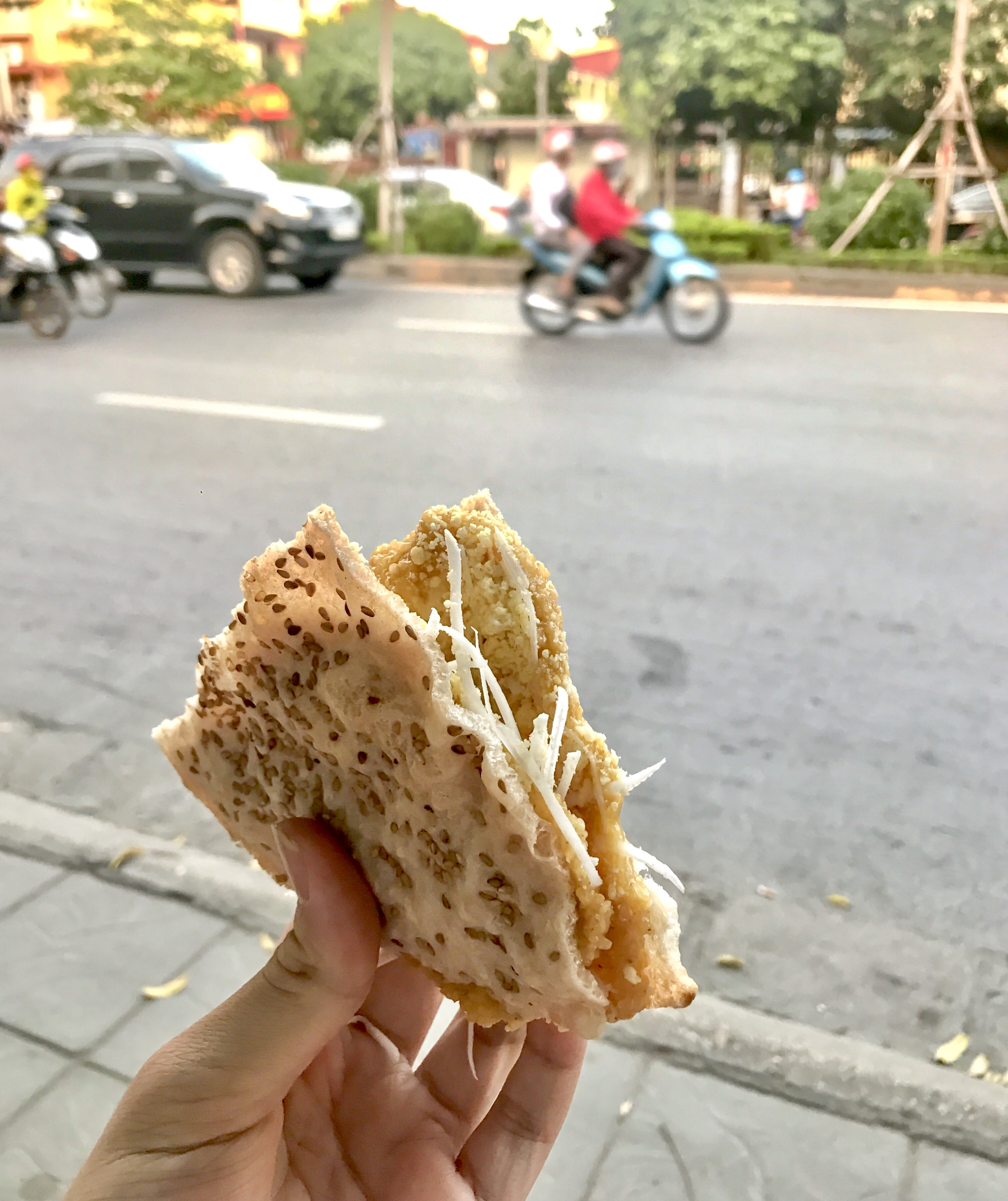
Bánh đa kê, un berenar especial a Hanoi

Els mills són les principals fonts d'aliments de les regions àrides i semiàrides del món i apareixen a la cuina tradicional de moltes altres. A l'Índia Occidental, el sorgo (anomenat jowar, jola, jonnalu, jwaarie o jondhahlaa en llengües gujarati, kannada, telugu, hindi i marathi, respectivament; mutthaari, kora o panjappullu en malayalam; o cholam en tàmil) s'ha utilitzat habitualment amb farina de mill (anomenada jowari a l'oest de l'Índia) durant centenars d'anys per fer que la grapa local, laminada a mà (és a dir, feta sense corró) sigui un pa pla (rotla en gujarati, bhakri en marathi o roti en altres idiomes). Un altre gra de cereal popularment utilitzat a les zones rurals i per la gent pobra per consumir com a aliment bàsic en forma de roti. Altres mills com el ragi (mill dit) a Karnataka, la naachanie a Maharashtra o el kezhvaragu al tàmil, ragulu al telugu, amb el popular ragi rotti i ragi mudde és un àpat popular a Karnataka. El ragi, com es coneix popularment, és de color fosc com el sègol, però de textura més rugosa.
Les farinetes de mill són un menjar tradicional en la cuina russa, alemanya i xinesa. A Rússia es menja dolç (amb llet i sucre afegits al final del procés de cocció) o salat amb guisats de carn o verdures. A la Xina es menja sense llet ni sucre, sovint amb mongetes, moniato i/o diversos tipus de carabassa. A Alemanya, també es menja dolç, bullit en aigua amb pomes afegides durant el procés d'ebullició i mel afegida durant el procés de refredament.
El mill també és l'ingredient principal d'un aperitiu dolç vietnamita anomenat bánh đa kê. Conté una capa de mill triturat i mongeta, cobert amb rodanxes de carn de coco seca embolicades en un cruixent pastís d’arròs. És una especialitat de Hanoi.
El consum per capita de mills com a aliment varia en diferents parts del món, essent el consum més alt de l'Àfrica Occidental. A la regió del Sahel es calcula que el mill representa aproximadament el 35 % del consum total d’aliments de cereals a Burkina Faso, el Txad i Gàmbia. A Mali i el Senegal, els mills constitueixen aproximadament el 40 % del consum total d'aliments de cereals per càpita, mentre que a Níger i la Namíbia àrida supera el 65 % de mahangu. Altres països d'Àfrica on els mills són una font important d'aliments són Etiòpia, Nigèria i Uganda. El mill també és un aliment important per a la població que viu a les zones més seques de molts altres països, especialment a l'Àfrica oriental i central i als països costaners del nord de l'Àfrica occidental. Als països en vies de desenvolupament fora d'Àfrica, el mill té una importància local com a aliment en parts d'alguns països, com la Xina, l'Índia, Birmània i Corea del Nord.
L'ús del mill com a aliment va caure entre la dècada del 1970 i la dècada del 2000, tant a les zones urbanes com a les rurals, ja que els països en desenvolupament com l'Índia han experimentat un ràpid creixement econòmic i han estat testimonis d'un augment significatiu del consum per càpita d'altres cereals.
Les persones afectades per trastorns relacionats amb el gluten, com la celiaquia, la sensibilitat al gluten i l'al·lèrgia al blat, que necessiten una dieta sense gluten, poden substituir els cereals que contenen gluten a la seva dieta per mill. Tot i que, tot i que el mill no conté gluten, els seus grans i farines poden estar contaminats amb cereals que contenen gluten. A més, és un ingredient habitual del pa de llavors i també s’utilitza com a aliment per a ocells i animals.

### Mill de pastura
A més d’utilitzar-se per a llavors, el mill també s’utilitza com a cultiu de farratge pasturant. En lloc de deixar que la planta arribi a la maduresa, es pot pasturar per cep i s'utilitza habitualment per a ovelles i bovins.
El mill és una planta C4, el que significa que té una bona eficiència en l'ús de l’aigua i que utilitza temperatures elevades i, per tant, és un cultiu d'estiu. Una planta C4 utilitza un enzim diferent en la fotosíntesi de les plantes C3, i és per això que millora l'eficiència de l’aigua.
Al sud d'Austràlia, el mill s'utilitza com a pastura de qualitat estiuenca, utilitzant temperatures càlides i tempestes d'estiu. El mill és sensible a les gelades i se sembra després del període de gelades, una vegada que la temperatura del sòl s’ha estabilitzat a 14 °C o més. Se sembra a poca profunditat.
El mill creix ràpidament i es pot pasturar de 5 a 7 setmanes després de la sembra, quan és de 20 a 30 cm d'alçada. El valor d'alimentació més alt prové de les fulles i brots verds joves. La planta pot arribar ràpidament a l'alçada humana, de manera que s’ha de gestionar en conseqüència, ja que a mesura que madura la planta, el valor i la palatabilitat dels pinsos es redueixen.
El mill japonès (Echinochloa esculenta) es considera el millor per pasturar i, en particular, el shirohie, una nova varietat de mill japonès, és la varietat més adequada per pasturar. Això es deu a una sèrie de factors: fa un millor rebrot i madura més tard en comparació amb altres mills japonesos; és barat: el cost de la llavor és de 2 a 3 dòlars per kg i les taxes de sembra són al voltant dels 10 kg per hectàrea per a la producció de secà; s’estableix ràpidament, es pot pasturar aviat i és adequat tant per a ovelles com per a bestiar.
En comparació amb el sorgo de farratge, que es cultiva com a farratge alternatiu, els animals guanyen pes més ràpid amb el mill i tenen un millor potencial de fenc o ensilat, tot i que produeix menys matèria seca. Pels xais és millor el mill que el sorgo. El mill no conté àcid prússic, que pot estar en el sorgo. L’àcid prússic enverina els animals inhibint l'ús d’oxigen per part de les cèl·lules i es transporta a la sang al voltant del cos; en última instància, l'animal morirà d'asfíxia. No calen suplements alimentaris addicionals, com ara sofre o blocs de sal amb mill.
El ràpid creixement del mill com a cultiu de pastura permet flexibilitzar-ne l'ús. Els agricultors poden esperar fins que hi hagi prou humitat a finals de primavera o estiu i després fer-ne ús. És ideal per al reg on cal acabat del bestiar.